# Пахомов, Александр Афанасьевич
Александр Афанасьевич Пахомов — советский хозяйственный, государственный и политический деятель, Герой Социалистического Труда.

## Биография
Родился в 1919 году в деревне Лудчицы. Член КПСС.
С 1937 года — на хозяйственной, общественной и политической работе. В 1937—1980 гг. — участковый агроном на территории Витебской области, красноармеец, участник Великой Отечественной войны, участковый агроном в одной из машинно-тракторных станций Отрадненского района, заместитель директора Отрадненского пенькового завода, инструктор, заведующий организационным отделом райкома ВКП(б), второй секретарь Спокойненского райкома Краснодарского края, инструктор Краснодарского крайкома ВКП(б), первый секретарь Калниболотского райкома ВКП(б), первый секретарь Новопокровского райкома КПСС, первый секретарь Усть-Лабинского райкома КПСС, заместитель председателя Краснодарского краевого комитета народного контроля.
Указом Президиума Верховного Совета СССР от 30 апреля 1966 года присвоено звание Героя Социалистического Труда с вручением ордена Ленина и золотой медали «Серп и Молот».
Избирался депутатом Верховного Совета СССР 6-го созыва. Делегат XXII и XXIV съездов КПСС.
Умер в Краснодаре после 1985 года.